# Voltaire (musiker)
Aurelio Voltaire Hernández född 25 januari 1967 i Havanna, Kuba är en musiker, låtskrivare och sångare. Han och hans familj emigrerade till New Jersey, USA.
Voltaires musik har starka rötter i den olika europeiska folkvisor. Olika kärleksteman är vanligt i Voltaires musik, oftast handlar det i slutändan om förlorad kärlek och hur man ska gå till väga för att hämnas på dem som tagit kärleken ifrån en.
Voltaires karriär inom showbusiness började vid en tidig ålder. Vid tio års ålder var han inspirerad av Ray Harryhausens filmer och med sin super8-kamera började han göra egna filmer av diverse tredimensionella saker som fanns i hemmet, oavsett om det var hans systers dockor, silverbestick eller helt enkelt hans broders actionfigurer.
Voltaire ritar även serier och målar, han har släppt sju olika album varav The Girlz of Goth, som föreställer vackra kvinnor, robotar och dylika i olika goth-utstyrslar.

## Diskografi
- The Devil's Bris
- Almost Human
- Banned on Vulcan
- Boo Hoo
- Then and Again
- Ooky Spooky
- To the Bottom of the Sea
- Hate lives in a small town
- Spooky Song for Creepy Kids

## Samlingsalbum
- Deady Sings